# Megascapheus
Megascapheus – rodzaj ssaków z podrodziny Geomyinae w obrębie rodziny gofferowatych (Geomyidae).

## Rozmieszczenie geograficzne
Rodzaj obejmuje gatunki występujące w Stanach Zjednoczonych i Meksyku.

## Morfologia
Długość ciała (bez ogona) 80–240 mm, długość ogona 50–100 mm, długość tylnej stopy 23–30 mm, długość ucha 5–9 mm; masa ciała 75–500 g.

## Systematyka
Rodzaj zdefiniował w 1839 roku amerykański przyrodnik Daniel Giraud Elliot w artykule zatytułowanym Lista ssaków pozyskana przez Edmunda Hellera, kolekcjonera muzeum, z regionu przybrzeżnego północnej Kalifornii i Oregonu, opublikowanym w czasopiśmie „Publication. Field Columbian Museum”. Gatunkiem typowym jest (oznaczenie monotypowe) goffernik bulwożerny (T. bulbivorus).

### Etymologia
- Diplostoma: gr. διπλοος diploos ‘podwójny’, od δυο duo ‘dwa’; στομα stoma, στοματος stomatos ‘usta’[8]. Gatunek typowy (oznaczenie monotypowe): Diplostoma bulbivorum J. Richardson, 1829.
- Oryctomys: gr. ορυκτης oruktēs ‘kopacz’, od ορυσσω orussō ‘kopać’; μυς mus, μυός muos ‘mysz’[9]. Gatunek typowy: autorzy wymienilio trzy gatunki – Mus bursarius G.K. Shaw, 1800, Ascomys mexicanus Lichtenstein, 1830 (nomen dubium) i Oryctomys (Saccophorus) bottae Eydoux & P. Gervais, 1836 – z których gatunkiem typowym jest Oryctomys (Saccophorus) bottae Eydoux & P. Gervais, 1836.
- Megascapheus: gr. μεγας megas ‘wielki’; σκαφευς skapheus ‘kopacz’[1]. Gatunek typowy (oznaczenie monotypowe): Diplostoma bulbivorum J. Richardson, 1829.

### Podział systematyczny
Do rodzaju należą następujące występujące współcześnie gatunki:
| Grafika | Gatunek                 | Autor i rok opisu                                 | Nazwa zwyczajowa     | Podgatunki         | Rozmieszczenie geograficzne | Podstawowe wymiary                              | Status IUCN |
| ------- | ----------------------- | ------------------------------------------------- | -------------------- | ------------------ | --- | ----------------------------------------------- | ----------- |
|         | Megascapheus bulbivorus | (J. Richardson, 1829)                             | goffernik bulwożerny | gatunek monotypowy | endemit Stanów Zjednoczonych: Willamette Valley w północno-zachodnim Oregonie | DC: 20–24 cm DO: 8,5–9,5 cm MC: 300–500 g       | LC          |
|         | Megascapheus townsendii | (Bachman, 1839)                                   | goffernik aluwialny  | 2 podgatunki       | endemit Stanów Zjednoczonych: południowo-wschodni Oregon, południowe Idaho, północno-wschodnia Kalifornia i północna Nevada (rzeki Snake, Humboldt i Quinn oraz Honey Lake Valley); zakres wysokości: powyżej 2000 m n.p.m. | DC: 14,5–23 cm DO: 5,5–10 cm MC: 120–420 g      | LC          |
|         | Megascapheus umbrinus   | (J. Richardson, 1829)                             | goffernik południowy | 4 podgatunki       | Stany Zjednoczone (południowo-wschodnia Arizona i południowo-zachodni Nowy Meksyk) i Meksyk (na południe do Kordyliery Wulkanicznej); zakres wysokości: 0–2400 m n.p.m.                                                     | DC: 12–18 cm DO: 5,5–8 cm MC: 80–180 g          | LC          |
|         | Megascapheus sheldoni   | V.O. Bailey, 1915                                 |                      | 2 podgatunki       | endemit Meksyku: północno-środkowa Chihuahua, zachodnie Durango, zachodni Zacatecas i północno-wschodni Nayarit; zakres wysokości: powyżej 2000 m n.p.m.                                                                    | DC: 12–18 cm DO: 5,5–8 cm MC: 75–130 g          | NE          |
|         | Megascapheus atrovarius | J.A. Allen, 1898                                  |                      | 2 podgatunki       | endemit Meksyku: Sinaloa do południowego Nayarit, zachodnie Durango i północno-zachodnie Jalisco | DC: 11–16,5 cm DO: 5,5–8 cm MC: 75–150 g        | NE          |
|         | Megascapheus nayarensis | Mathis, M.S. Hafner, D.J. Hafner & Demastes, 2013 |                      | gatunek monotypowy | endemit Meksyku: północno-wschodni Nayarit (znany tylko z 2 miejsc w Sierra de Nayarit); zakres wysokości: 1300–2300 m n.p.m.                                                                                               | DC: 11–14 cm DO: 5–7,5 cm MC: 75–110 g          | NE          |
|         | Megascapheus bottae     | (Eydoux & P. Gervais, 1836)                       | goffernik brunatny   | 4 podgatunki       | endemit Stanów Zjednoczonych: Kalifornia | DC: 8–20 cm DO: 5,5–9,5 cm MC: 80–250 g         | LC          |
|         | Megascapheus baileyi    | (C.H. Merriam, 1901)                              |                      | 21 podgatunków     | Stany Zjednoczone (Nowy Meksyk i Teksas) i Meksyk (Coahuila i Nuevo León) | DC: brak danych DO: brak danych MC: brak danych | NE          |
|         | Megascapheus connectens | (E.R. Hall, 1936)                                 |                      | gatunek monotypowy | endemit Stanów Zjednoczonych: Nowy Meksyk | DC: brak danych DO: brak danych MC: brak danych | NE          |
|         | Megascapheus fulvus     | (S.W. Woodhouse, 1853)                            |                      | 67 podgatunków     | Stany Zjednoczone (Kalifornia, Nevada, Utah, Arizona, Nowy Meksyk i Kolorado) i Meksyk (Sonora, Chihuahua, Coahuila i Nuevo León)                                                                                           | DC: brak danych DO: brak danych MC: brak danych | NE          |
|         | Megascapheus laticeps   | (S.F. Baird, 1855)                                |                      | 6 podgatunków      | endemit Stanów Zjednoczonych: Oregon i Kalifornia | DC:brak danych DO: brak danych MC: brak danych  | NE          |
|         | Megascapheus nigricans  | (Rhoads, 1895)                                    |                      | 4 podgatunki       | Stany Zjednoczone (Kalifornia) i Meksyk (Kalifornia Dolna Południowa) | DC:brak danych DO: brak danych MC: brak danych  | NE          |
|         | Megascapheus ruidosae   | (E.R. Hall, 1932)                                 |                      | gatunek monotypowy | endemit Stanów Zjednoczonych: Nowy Meksyk | DC: brak danych DO: brak danych MC: brak danych | NE          |

Kategorie IUCN:  LC  – gatunek najmniejszej troski;  NE  – gatunki niepoddane jeszcze ocenie.
Opisano również gatunki wymarłe z terenów dzisiejszych Stanów Zjednoczonych:
- Thomomys scudderi Hay, 1921[15] (plejstocen)
- Thomomys vetus W.B. Davis, 1937[16] (plejstocen)